# Sarah Cook (squash)
Pour les articles homonymes, voir Cook et Sarah Cook.
Sarah Cook, née le 13 février 1975 à Christchurch, est une joueuse professionnelle de squash représentant la Nouvelle-Zélande. Elle atteint en novembre 1995 la 22e place mondiale sur le circuit international, son meilleur classement. Elle est championne de Nouvelle-Zélande à trois reprises entre 1996 et 2000.
Lors de l'introduction du squash aux Jeux du Commonwealth, elle obtient la première médaille néo-zélandaise en compagnie de Glen Wilson en double mixte

## Biographie
Déjà très performante chez les juniors, elle remporte des titres nationaux dans toutes les catégories juniors en Nouvelle-Zélande, ainsi que des titres U17 et U19 en Australie. En 1993, elle a atteint la finale des championnats du monde junior, où elle perd face à Rachael Grinham.
Sarah Cook joue sur le WSA World Tour de 1992 à 2005 et remporte trois titres. 
Sarah Cook a un fils né en 2000 et depuis 2000, elle travaille à temps plein comme pompier.

## Palmarès

### Titres
- Championnats de Nouvelle-Zélande : 3 titres (1996, 1999, 2000)

### Finales
- Championnats du monde junior : 1993